# Государственный строй Украины
Государственный строй Украины определён Конституцией, принятой парламентом 28 июня 1996 года.
Украина представляет собой унитарную парламентско-президентскую республику. Правительство — Кабинет министров Украины. Высший законодательный орган — Верховная рада Украины.
Сразу после провозглашения независимости Украины, благодаря референдуму 1991 года, была образована парламентская комиссия по подготовке новой конституции и 28 июня 1996 года, с принятием новой демократической конституции, была основана многопартийная политическая система (плюрализм) и декларированы основные права и свободы граждан Украины, а также национальных меньшинств страны.
Согласно Конституции, государственным языком Украины является украинский язык. Этническим группам населения Украины гарантируется право на получение образования на родном языке, на развитие культуры, а также на поддержку и использование национальных языков в повседневной жизни. Сфера и масштабы применения украинского языка определены Законом от 25 апреля 2019 года № 2704-VIII «Об обеспечении функционирования украинского языка как государственного».
Конституция Украины также гарантирует свободу вероисповедания, при этом религиозные объединения должны проходить процедуру регистрации в органах местного самоуправления.

## Основы конституционного строя
Статья 1 Конституции Украины определяет, что Украина является, в частности, суверенным, независимым, социальным,
правовым государством.
Согласно статье 5 Конституции Украины, носителем суверенитета и единственным источником власти на Украине является народ. Народ осуществляет власть непосредственно и через органы государственной власти и органы местного самоуправления. Никто не может узурпировать власть на Украине.
Статьёй 15 Конституции Украины установлено, что общественная жизнь на Украине основывается на принципах политического, экономического и идеологического многообразия. Никакая идеология не может признаваться государством в качестве обязательной.
Статья 35 Конституции Украины определяет, что никакая религия не может быть признана государством как обязательная, а церковь и религиозные организации на Украине отделены от государства.

## Форма правления
Согласно статье 1 Конституции Украины, Украина является, в частности, демократическим, правовым государством. Статья 5 гласит о том, что Украина является республикой.
В украинской системе государственной власти осуществляется принцип разделение властей, при котором государственная власть разделена на три независимые друг от друга ветви: законодательную, исполнительную и судебную.
Баланс исполнительной и законодательной властей в государстве выстроен так, что определяет Украину как парламентско-президентскую республику.

## Государственная власть
Статья 6 Конституции Украины устанавливает, что государственная власть на Украине осуществляется по принципу её разделения на законодательную, исполнительную и судебную. Органы законодательной, исполнительной и судебной власти осуществляют свои полномочия в установленных настоящей Конституцией пределах и в соответствии с законами Украины.

### Исполнительная власть
Исполнительную власть на Украине осуществляет  Кабинет министров Украины — правительство.

#### Президент Украины
Главой украинского государства, согласно статье 102 Конституции Украины, является президент Украины.
Президент Украины является гарантом государственного суверенитета, территориальной целостности Украины, соблюдения Конституции Украины, прав и свобод человека и гражданина. В установленном конституцией порядке он обеспечивает государственную независимость и безопасность государства. В соответствии с Конституцией Украины президент осуществляет руководство внешнеполитической деятельностью государства.

#### Кабинет министров Украины
Кабинет министров Украины является правительством Украины и согласно статье 113 Конституции Украины, высшим органом в системе органов исполнительной власти государства.
Премьер-министр Украины назначается Верховной Радой Украины по представлению президента Украины. В свою очередь, представление президента Украины основывается на предложении коалиции депутатских фракций в Верховной Раде Украины, сформированной в соответствии со статьёй 83 Конституции Украины, или депутатской фракции, в состав которой входит большинство народных депутатов Украины от конституционного состава Верховной Рады Украины.
Согласно статье 116 Конституции Украины, Кабинет министров обеспечивает государственный суверенитет и экономическую самостоятельность Украины, осуществление внутренней и внешней политики государства, исполнение Конституции и законов Украины и актов Президента Украины.

### Законодательная власть
Единственным органом законодательной власти на Украине является Верховная Рада Украины (укр. Верховна Рада України).

#### Верховная Рада Украины
Однопалатный парламент, состоящий из 450 народных депутатов. Срок полномочий созыва Верховной Рады Украины — 5 лет.

### Судебная власть

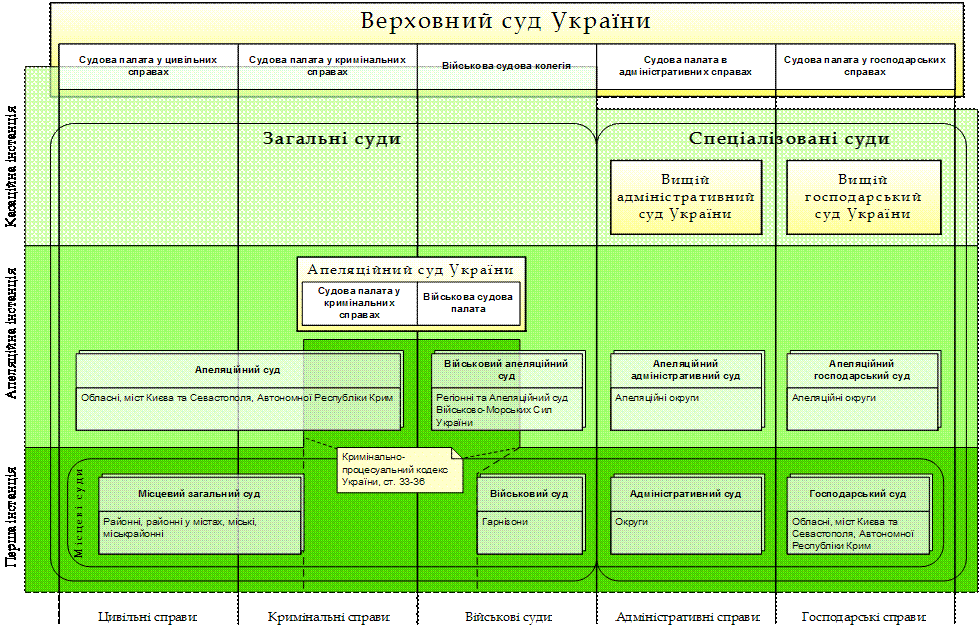
Система судов Украины

Судопроизводство на Украине представлено следующими судами:
- Конституционный суд Украины
- Верховный суд Украины
- Высшие специализированные суды:
  - Высший суд по вопросам интеллектуальной собственности
  - Высший антикорупционный суд
- Местные суды

### Местное самоуправление
Согласно статье 7 Конституции Украины, в государстве признаётся и гарантируется местное самоуправление.
Статьёй 140 Конституции Украины установлено, что местное самоуправление является правом жителей территориальных единиц самостоятельно решать вопросы местного значения в рамках Конституции и законов Украины.
Согласно статье 118 Конституции Украины, исполнительную власть в районах и регионах Украины, за исключением Автономной Республики Крым — областях, городах со специальным статусом Киев и Севастополь осуществляют местные государственные администрации. Председатели местных государственных администраций назначаются на должность и освобождаются от должности Президентом Украины по представлению Кабинета Министров Украины.
Местные государственные администрации на территории, органами местной власти которой они являются, в частности обеспечивают исполнение Конституции и законодательства Украины, законность и правопорядок, соблюдение прав и свобод граждан.
Статья 140 Конституции Украины определяет, что органами местного самоуправления, представляющими общие интересы жителей территориальных единиц, являются районные и областные советы. В состав сельского, поселкового, городского, районного, областного совета входят депутаты, которые избираются жителями села, поселка, города, района, области на основе всеобщего, равного, прямого избирательного права путем тайного голосования сроком на 5 лет.

## Политические партии
По состоянию на 1 января 2021 года, на Украине зарегистрировано 365 партий.

## Комментарии
1. ↑  В соответствии со статьями 134—136 Конституции Украины, Автономная Республика Крым является неотъемлемой составной частью Украины и в пределах полномочий, определенных Конституцией Украины, решает вопросы, отнесенные к её ведению, у которой существует Конституция, а также Верховная рада АРК.

В соответствии со статьёй 136 Конституции Украины, Правительством Автономной Республики Крым является Совет министров Автономной Республики Крым. Председатель Совета министров Автономной Республики Крым назначается на должность и освобождается от должности Верховной Радой Автономной Республики Крым по согласованию с Президентом Украины.

См. также «Проблема принадлежности Крымского полуострова».
2. ↑  См. «Проблема принадлежности Крымского полуострова».